# Stanisław Biliński (duchowny)
Stanisław Biliński (ur. 1953 w Albany, zm. 2 listopada 2018) – biskup Polskiego Narodowego Kościoła Katolickiego w USA i Kanadzie o polskich korzeniach, ordynariusz diecezji zachodniej PNKK, proboszcz parafii Świętego Imienia Jezus w Schenectady. Wykładowca Seminarium Teologicznego PNKK im. Girolamo Savonaroli w Scranton.
Stanisław Biliński został wybrany na biskupa podczas Nadzwyczajnego Synodu Polskiego Narodowego Kościoła Katolickiego w dniu 22 czerwca 2012 roku. Święcenia biskupie odbyły się w dniu 14 września 2012 roku w katedrze św. Stanisława w Scranton. Biskup Biliński został wprowadzony w urząd jako ordynariusz diecezji zachodniej PNKK.